# IV-divisioona 2018
La IV-divisioona 2018 è la 5ª edizione del campionato di football americano di quinto livello (giocato a 7 giocatori), organizzato dalla SAJL.

## Squadre partecipanti
| Club                     | Città     | Stadio | Sponsor ufficiale | Risultato nella stagione 2017 |
| ------------------------ | --------- | ------ | ----------------- | ----------------------------- |
| Helsinki Wolverines Pink | Helsinki  |        |                   |                               |
| Jyväskylä Pirates        | Jyväskylä |        |                   |                               |
| Lahti Panthers           | Lahti     |        |                   |                               |
| Malmi Blaze              | Helsinki  |        |                   |                               |
| Oulu Northern Lights     | Oulu      |        |                   |                               |
| Seinäjoki Gators         | Seinäjoki |        |                   |                               |

## Stagione regolare

### Calendario

#### 1ª giornata
| Helsinki 13 maggio 2018, ore 12:30 | Helsinki Wolverines Pink | 36 – 34 | Malmi Blaze | Brahen kenttä |

| Helsinki 13 maggio 2018, ore 14:30 | Malmi Blaze | 6 – 36 | Jyväskylä Pirates | Brahen kenttä |

| Helsinki 13 maggio 2018, ore 16:30 | Jyväskylä Pirates | 22 – 24 | Helsinki Wolverines Pink | Brahen kenttä |

#### 2ª giornata
| Helsinki 30 giugno 2018, ore 11:30 | Malmi Blaze | 28 – 20 | Oulu Northern Lights | Pikkupekka Areena |

| Helsinki 30 giugno 2018, ore 13:30 | Oulu Northern Lights | 30 – 0 (d.g.s.) | Seinäjoki Gators | Pikkupekka Areena |

| Helsinki 30 giugno 2018, ore 15:30 | Seinäjoki Gators | 0 – 30 (d.g.s.) | Malmi Blaze | Pikkupekka Areena |

#### 3ª giornata
| Jyväskylä 8 luglio 2018, ore 12:30 | Jyväskylä Pirates | 36 – 0 | Lahti Panthers | Viitaniemen kenttä |

| Jyväskylä 8 luglio 2018, ore 14:30 | Lahti Panthers | 0 – 28 | Oulu Northern Lights | Viitaniemen kenttä |

| Jyväskylä 8 luglio 2018, ore 16:30 | Oulu Northern Lights | 18 – 42 | Jyväskylä Pirates | Viitaniemen kenttä |

#### 4ª giornata
| Lahti 28 luglio 2018, ore 13:00 | Lahti Panthers | 36 – 56 | Helsinki Wolverines Pink | Lahden kisapuisto |

| Lahti 28 luglio 2018, ore 15:00 | Helsinki Wolverines Pink | 30 – 0 (d.g.s.) | Seinäjoki Gators | Lahden kisapuisto |

| Lahti 28 luglio 2018, ore 17:00 | Seinäjoki Gators | 0 – 30 (d.g.s.) | Lahti Panthers | Lahden kisapuisto |

#### 5ª giornata

##### Torneo del Nord
| Seinäjoki 4 agosto 2018, ore 12:00 | Seinäjoki Gators | 0 – 30 (d.g.s.) | Jyväskylä Pirates | Joupiskan urheilukeskus |

| Seinäjoki 4 agosto 2018, ore 14:00 | Jyväskylä Pirates | 16 – 26 | Oulu Northern Lights | Joupiskan urheilukeskus |

| Seinäjoki 4 agosto 2018, ore 16:00 | Oulu Northern Lights | 30 – 0 (d.g.s.) | Seinäjoki Gators | Joupiskan urheilukeskus |

##### Torneo del Sud
| Helsinki 5 agosto 2018, ore 11:00 | Malmi Blaze | 16 – 38 | Helsinki Wolverines Pink | Velodromo di Helsinki |

| Helsinki 5 agosto 2018, ore 13:00 | Lahti Panthers | 14 – 48 | Malmi Blaze | Velodromo di Helsinki |

| Helsinki 5 agosto 2018, ore 15:00 | Helsinki Wolverines Pink | 30 – 0 (d.g.s.) | Lahti Panthers | Velodromo di Helsinki |

### Classifica
La classifica della regular season è la seguente:
- PCT = percentuale di vittorie, G = partite giocate, V = partite vinte,  P = partite perse, PF = punti fatti, PS = punti subiti

| Pos. | Squadra                  | PCT   | G | V | N | P | PF  | PS  |
| ---- | ------------------------ | ----- | - | - | - | - | --- | --- |
| 1    | Helsinki Wolverines Pink | 1.000 | 6 | 6 | 0 | 0 | 214 | 108 |
| 2    | Jyväskylä Pirates        | .667  | 6 | 4 | 0 | 2 | 182 | 74  |
| 3    | Oulu Northern Lights     | .667  | 6 | 4 | 0 | 2 | 152 | 86  |
| 4    | Malmi Blaze              | .500  | 6 | 3 | 0 | 3 | 162 | 144 |
| 5    | Seinäjoki Gators         | .000  | 6 | 0 | 0 | 6 | 0   | 180 |
| 6    | Lahti Panthers           | .000  | 6 | 0 | 0 | 6 | 80  | 198 |

## Playoff

### Tabellone
|  | Semifinali | Semifinali               | Semifinali |                      |    | VI Äijämalja             | VI Äijämalja      | VI Äijämalja    |  |
|  |            |                          |            |                      |    |                          |                   |                 |  |
|  | 1          | Helsinki Wolverines Pink | 32         |                      |    |                          |                   |                 |  |
|  | 1          | Helsinki Wolverines Pink | 32         |                      |    |                          |                   |                 |  |
|  | 4          | Malmi Blaze              | 14         |                      |    |                          |                   |                 |  |
|  | 4          | Malmi Blaze              | 14         |                      | 1  | Helsinki Wolverines Pink | 22                |                 |  |
|  |            |                          |            |                      | 1  | Helsinki Wolverines Pink | 22                |                 |  |
|  |            |                          | 3          | Oulu Northern Lights | 20 |                          |                   |                 |  |
|  | 2          | Jyväskylä Pirates        | 3          | Oulu Northern Lights | 20 | 20                       |                   |                 |  |
|  | 2          | Jyväskylä Pirates        |            |                      |    | 20                       |                   |                 |  |
|  | 3          | Oulu Northern Lights     | 40         |                      |    | Finale 3º posto          | Finale 3º posto   | Finale 3º posto |  |
|  | 3          | Oulu Northern Lights     | 40         |                      |    |                          |                   |                 |  |
|  |            |                          |            |                      |    |                          |                   |                 |  |
|  |            |                          |            |                      |    | 4                        | Malmi Blaze       | 32              |  |
|  |            |                          |            |                      |    | 4                        | Malmi Blaze       | 32              |  |
|  |            |                          |            |                      |    | 2                        | Jyväskylä Pirates | 14              |  |

### Semifinali
| Helsinki 26 agosto 2018, ore 14:00 | Helsinki Wolverines Pink | 32 – 14 | Malmi Blaze | Brahen kenttä |

| Helsinki 26 agosto 2018, ore 15:30 | Jyväskylä Pirates | 20 – 40 | Oulu Northern Lights | Brahen kenttä |

### Finale 3º - 4º posto
| Helsinki 26 agosto 2018, ore 17:00 | Malmi Blaze | 32 – 14 | Jyväskylä Pirates | Brahen kenttä |

### VI Äijämalja
| Helsinki 26 agosto 2018, ore 18:30 | Helsinki Wolverines Pink | 22 – 20 | Oulu Northern Lights | Brahen kenttä |

## Verdetti
- Helsinki Wolverines Pink Vincitori dell'Äijämalja 2018